# Anton Rupert
Anthony Edward Rupert (Graaff-Reinet, provincia Oriental del Cabo, 4 de octubre de 1916 – 18 de enero de 2006) fue un empresario sudafricano, filántropo y conservacionista. Fue presidente de Rembrandt Group.

## Biografía
Nacido en la ciudad de Graaff-Reinet en la provincia Oriental del Cabo, estudió en Pretoria. Estudió Química y obtuvo el grado en la Universidad de Pretoria, en la que posteriormente sería profesor. Se estableció en Stellenbosch, donde fundaría varias empresas, entre ellas Rembrandt Group, que mantuvo su sede en esa ciudad. Murió en su casa de Stellenbosch, a la edad de 89 años. Tuvo tres hijos: Johann, Anthonij (fallecido) y una chica, Hanneli.

## Trayectoria
La carrera empresarial de Rupert abarcó más de sesenta años. Comenzó con una pequeña inversión personal en 1941 y acabó formando parte del listado Forbes entre las 500 familias más ricas de todo el mundo. Su primera inversión fue un negocio de limpieza en seco. Algún tiempo más tarde, con una inversión inicial de 10 libras esterlinas y junto con dos inversores amigos, comenzó a fabricar cigarrillos en un garaje, taller que sería la primera piedra del Rembrandt Group, conglomerado industrial, del lujo y de sectores de bienes. Más tarde crearía Remgro, una compañía de inversión con intereses mineros e industriales, y Richemont, grupo de bienes de lujo. 
Rupert creó la compañía de tabaco "Voorbrand" en los años 1940. Pronto la rebautizó Rembrandt Ltd. La compañía creció y más adelante compró marcas consalidadas, como Rothmans en 1972. En 1988, el Rembrandt Group fundó la compañía de bienes de lujo Richemont, con sede en Suiza, en torno a la anteriormente adquirida Rothmans. Richemont fue añadiendo marcas de lujo a su cartera y formó un verdadero imperio: Cartier (joyas); Alfred Dunhill y Sulka (ropa de diseñador); Seeger (bolsas de cuero); Piaget, Baume & Mercier y Vacheron Constantin (relojes suizos) y Montblanc (escritura).
En 1995, Rembrandt y Richemont unieron sus intereses en el campo del tabaco en la nueva Rothmans International. En 1999, Rothmans International se fusionó con British American Tobacco (BAT), segundo productor de cigarrillos más grande del mundo. Remgro conservó el 10% de la compañía resultante y Richemont el 18,6% de BAT. Johann Rupert, hijo de Anton Rupert, fue nombrado CEO de Richemont y presidente de Remgro.

## Implicación en conservación
Rupert era miembro cofundador del WWF (Fondo de Fauna y flora Mundial) y sea en su función como el presidente de la rama sudafricana de la organización que tome una ventaja en la creación de trans-parques de frontera (también sabidos como trans-áreas de conservación de la frontera (TFCAs) o "parques de paz"), como el Lubombo Transfrontier Área de Conservación. También establezca El 1001: Una Naturaleza Confía en 1970, una dotación financiera para financiar la organización.[cita requerida]
Con una subvención inicial de 1.2 millones Rand (EE. UU.$260,000) del Rupert Fundación de Naturaleza, la Fundación de Parques de la Paz se estableció el 1 de febrero de 1997 para facilitar el establecimiento de TFCAs en África del sur. Nelson Mandela, Príncipe Bernhard del Netherlands y Anton Rupert era el fundando patrons de la Fundación de Parques de la Paz. En 2000, el Cabo Tercentenary la fundación le otorgó el Molteno Medalla para lifetime servicios a culturales y conservación de naturaleza.

## Literatura
- Dommisse, Eben. Anton Rupert: Una Biografía. Tafelberg Editores, 2009. ISBN 9780624048190

- Datos: Q593618